# Список умерших в 1373 году

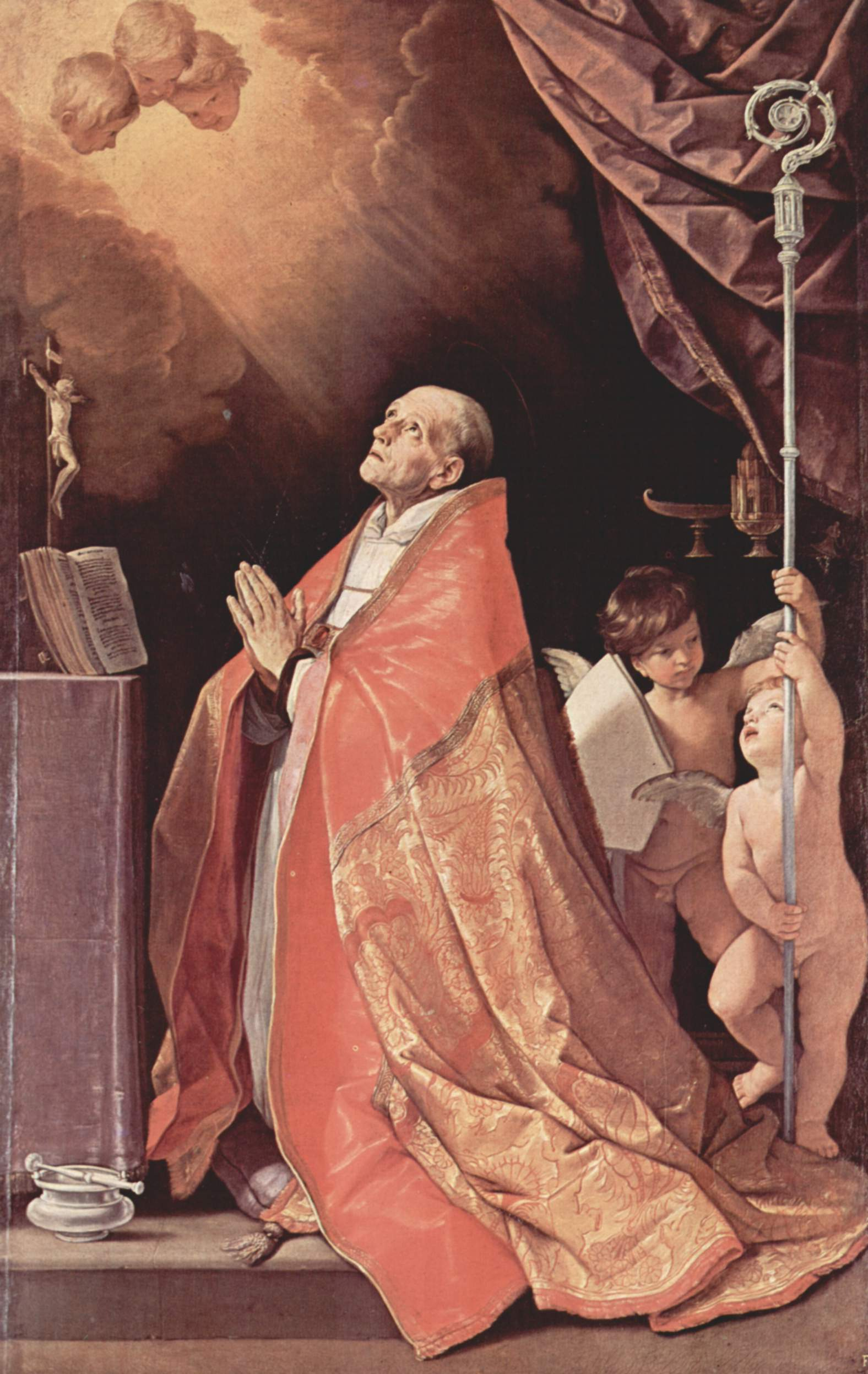
Андрей Корсини

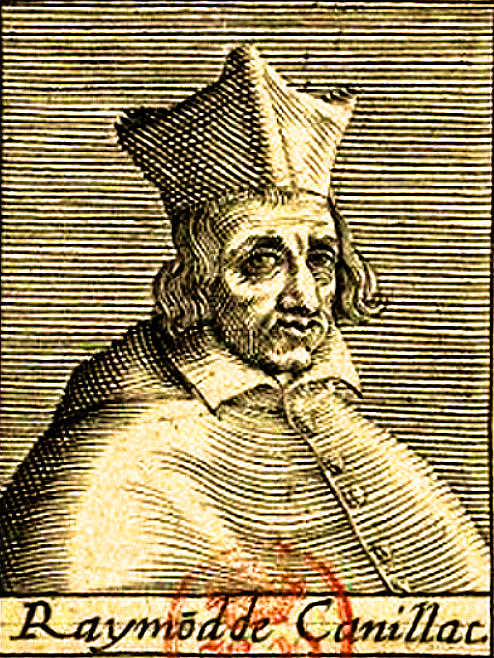
Раймон де Каниллак

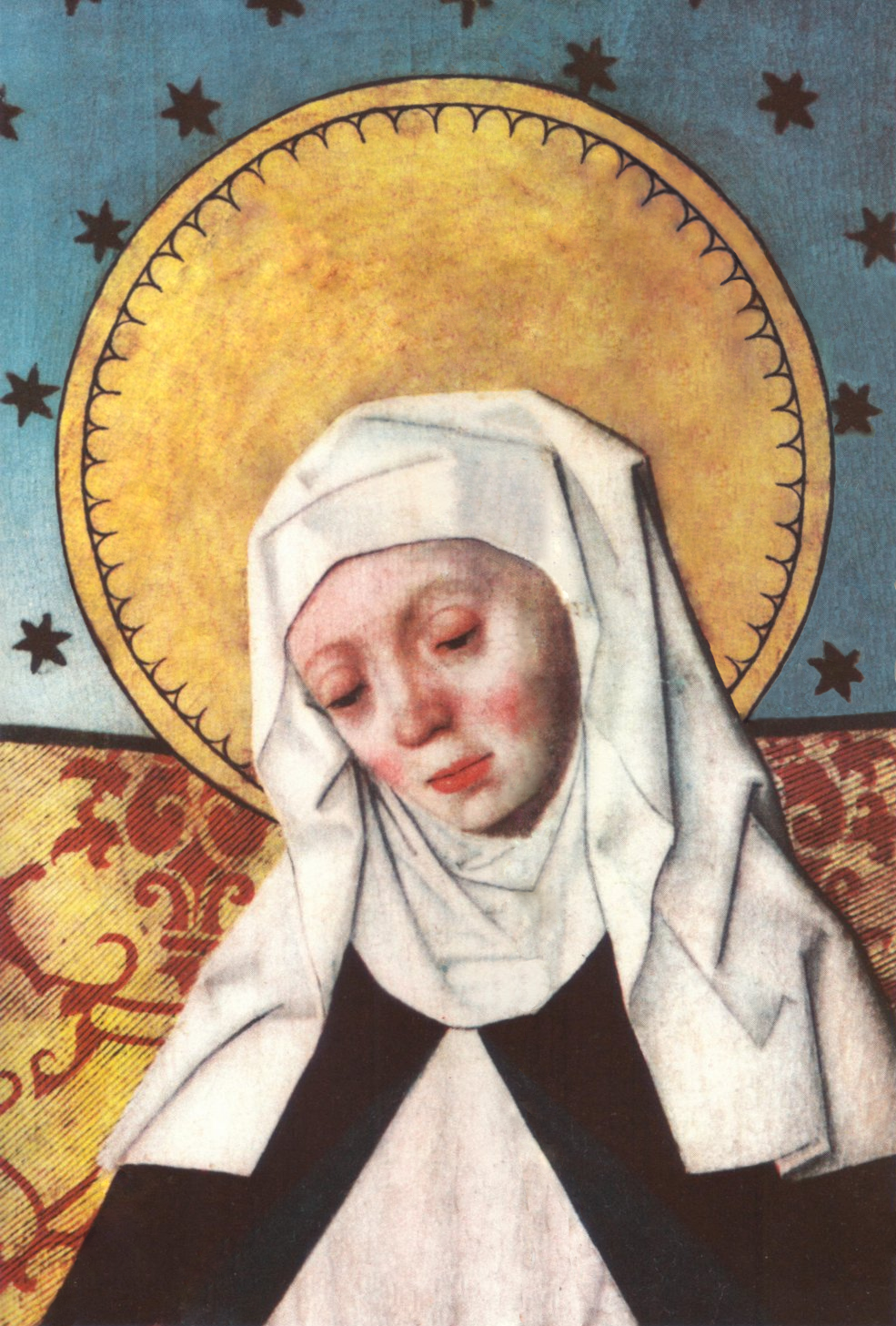
Бригитта Шведская

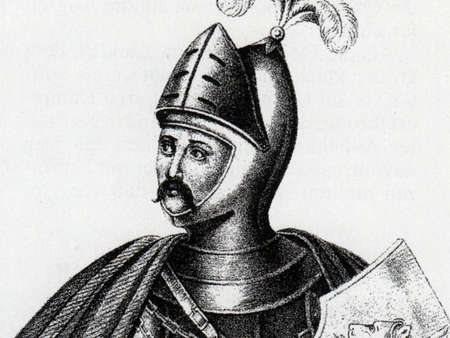
Магнус II Торкватус

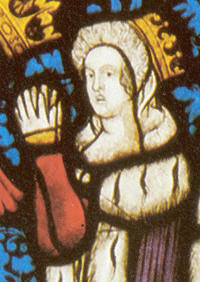
Елизавета Люксембургская

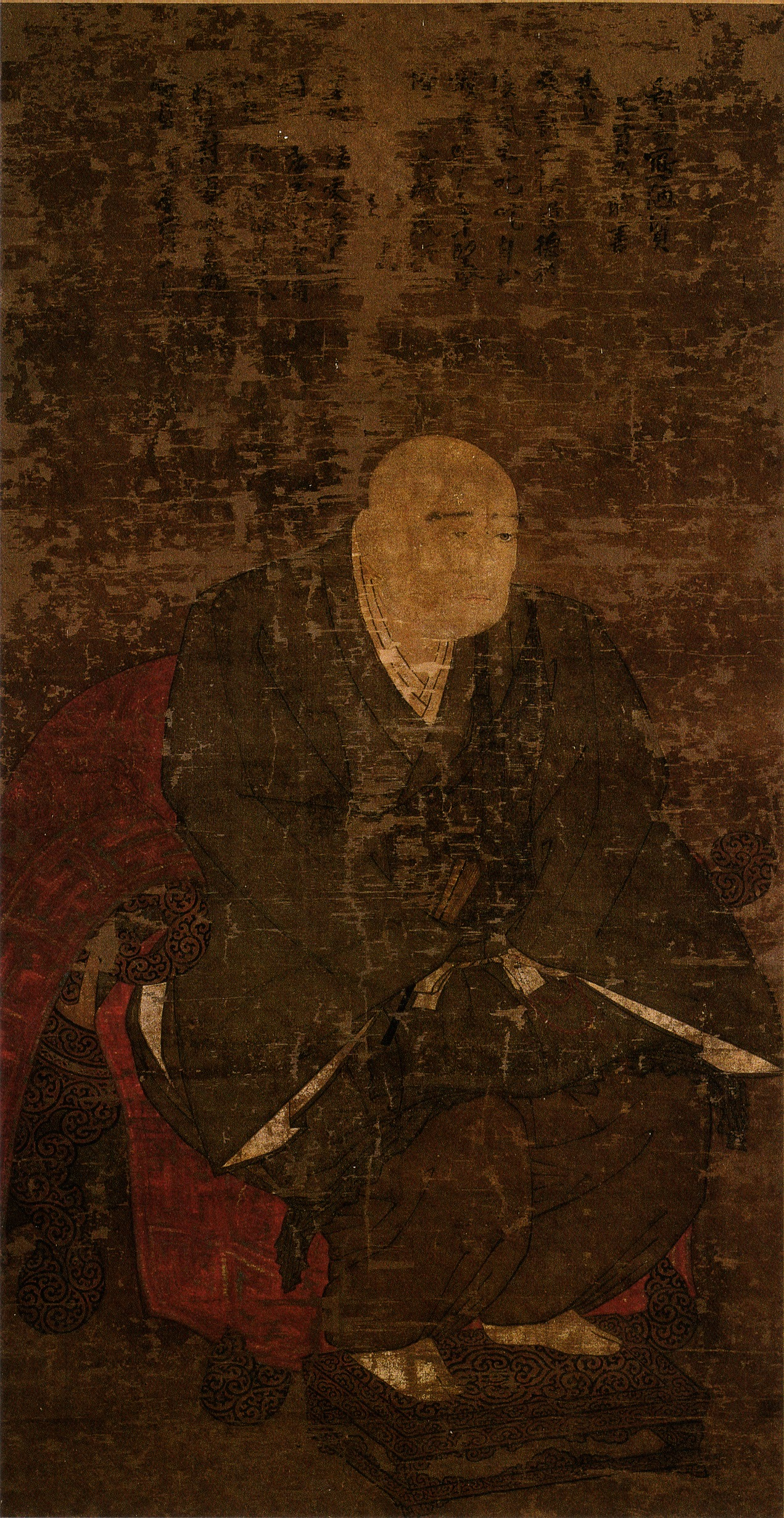
Сасаки Такаудзи

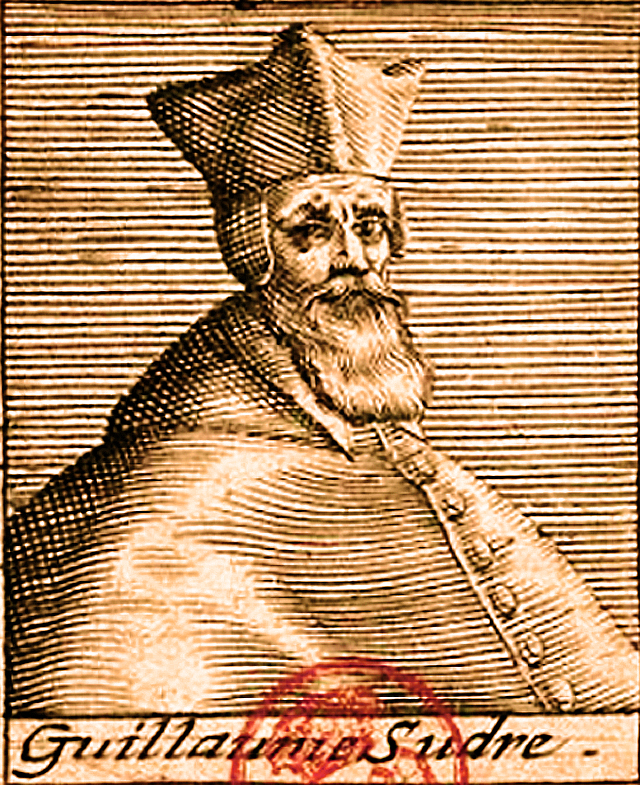
Гийом Судре

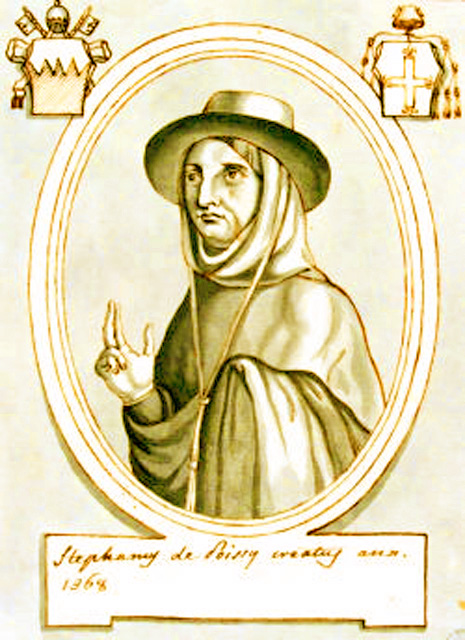
Этьен де Пуасси

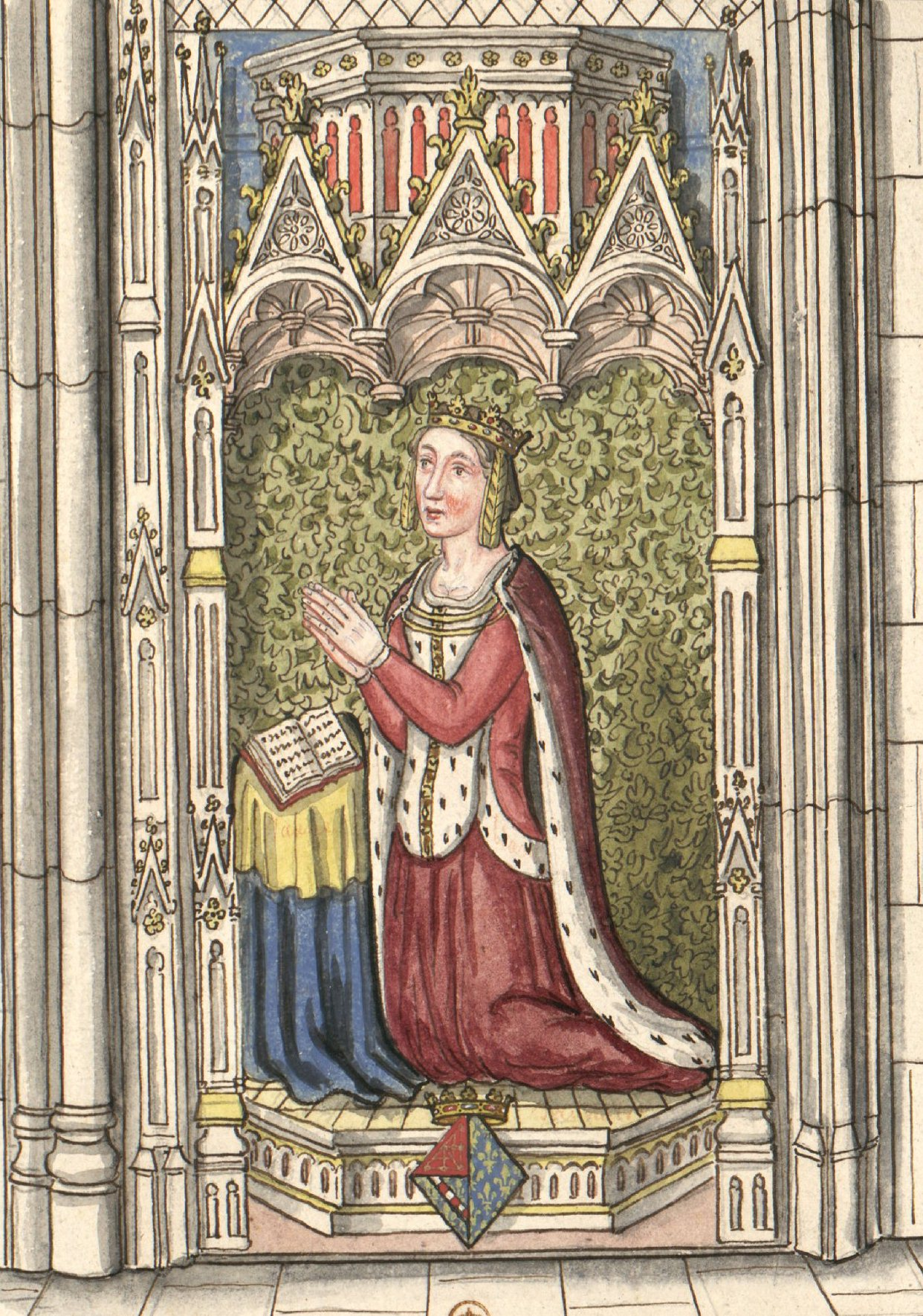
Жанна Французская

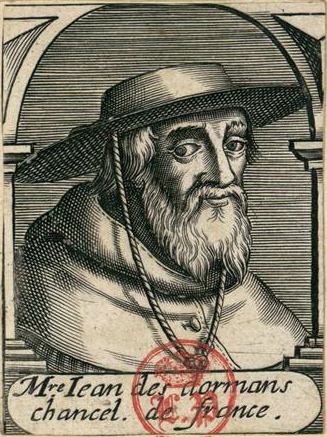
Жан де Дорман

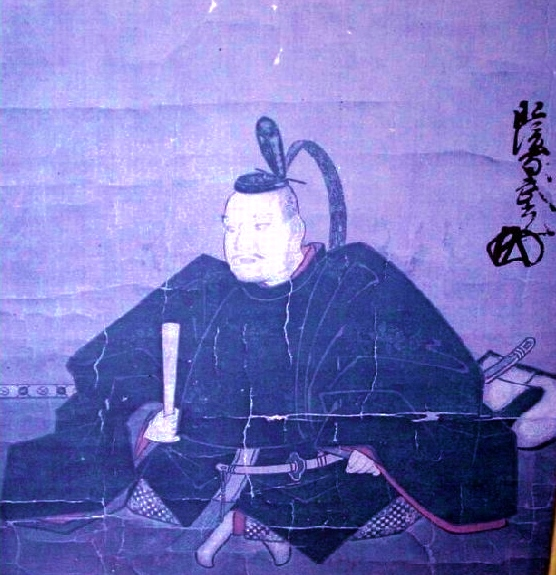
Кикути Такэмицу

В этой статье представлен список известных людей, умерших в 1373 году.
См. также: Категория:Умершие в 1373 году

## Январь
- 6 января — Андрей Корсини (71) — 38-й епископ Фьезоле (1349—1373), святой.
- 13 января — Ральф де Спигурнелл[англ.] — средневековый рыцарь, дипломатический посланник и морской командующий, последний адмирал всех флотов Англии (1364—1369/1373), лорд-хранитель пяти портов (1364—1370).
- 16 января — Хамфри де Богун (30) — 2-й граф Нортгемптон (1360—1373), 7-й граф Херефорд (1361—1373), 6-й Граф Эссекс (1361—1373), лорд Верховный констебль Англии (1361—1373), английский военачальник и политический деятель, последний представитель дома Богунов по мужской линии.
- Пандольфо II Малатеста — итальянский кондотьер, сеньор Пезаро (1347—1373).

## Февраль
- 1 февраля — Ибн Касир — исламский учёный-правовед, историк, хафиз, толкователь Корана и хадисов.
- 8 февраля — Томас Маккарбхилл[англ.] — архиепископ Туама (1348—1365), архиепископ Кашела (1365—1373).

## Март
- 16 марта — Роберт де Холланд, английский аристократ, 2-й барон Холланд (1328—1373).
- 26 марта — Жан де Краон[фр.] — епископ Ле-Мана (1347—1355), архиепископ Реймса (1355—1373).
- 31 марта — Гауселме де Део[фр.] — епископ Нима (1362—1367), епископ Магелона (1367—1373).
- Костандин V — король Киликийского армянского государства (1362—1373) из династии Хетумидов; убит.

## Апрель
- 1 апреля — Иоганн Шадланд[нем.] — епископ Кульма (1359—1363), князь-епископ Хильдесхайма (1363—1365), епископ Вормса (1365—1370), князь-епископ Аугсбурга (1370—1371), администратор Констанца (1371—1373) нунций и великий инквизитор Германии.
- 4 апреля — Иоганн III фон Люксембург-Линьи[нем.] — епископ Страсбурга (1365—1371), курфюрст и архиепископ Майнца (1371—1373).

## Май
- 5 мая — Арнуль де Рюминьи — последний граф Лоона и последний граф Шини (1362—1364).
- 16 мая — Жан I д’Арманьяк — граф д’Арманьяк (1305—1373), граф де Фезансак (1319—1373), граф Родез (1319—1373), виконт де Ломань и д’Овиллар (1325—1336, 1343—1373), граф де Гор (1336—1343, 1355—1364) — крупный военачальник и дипломат.
- 30 мая — Амори IV де Краон[англ.] — сеньор Краона, активный участник и командир Столетней войны на стороне Франции и Англии.

## Июнь
- 8 июня — Джон Барнет[англ.] — епископ Вустера (1361—1363), епископ Бата и Уэллса (1363—1366), епископ Или (1366—1373), лорд-казначей (1363—1369).
- 10 июня — Луи I (68) — граф Невшателя (1343—1373).
- 13 июня — Андроник Московский — первый игумен московского Спасо-Андроникова монастыря, ученик Сергия Радонежского. Почитается Русской православной церковью в лике святых как преподобный.
- 20 июня — Раймон де Каниллак[итал.] — архиепископ Тулузы (1346—1350), кардинал-священник Санта-Кроче-ин-Джерусалемме (1350—1361), кардинал-епископ Палестрины (1361—1373).

## Июль
- 17 июля — Гиберто IV Корреджо[итал.] — сеньор Корреджо — итальянский политик и полководец.
- 23 июля — Бригитта Шведская — католическая святая, основательница ордена бригитток, покровительница Европы.
- 25 июля — Магнус II Торкватус — герцог Брауншвейг-Вольфенбюттеля и Брауншвейг-Люнебурга (под именем Магнус I) (1369—1373); умер от ранения, полученного в битве при Левесте во время войны за люнебургское наследство.

## Август
- 9 августа — Ибрагим Шах[англ.] — султан Кедаха (1321—1373).
- Амброгио Висконти[англ.] — итальянский кондотьер.

## Сентябрь
- 12 сентября — Сасаки Такаудзи[англ.] — японский поэт.
- 19 сентября — Елизавета Люксембургская (15) — дочь императора Священной Римской империи Карла IV, герцогиня-консорт Австрии, Каринтии и Штирии, графиня-консорт Тироля (1366—1373), жена герцога Альбрехта III.
- 28 сентября — Гийом де ла Судри[англ.] — архиепископ Марселя (1361—1366), кардинал-священник Santi Giovanni e Paolo (1366—1367), кардинал-епископ Веллетри-Сеньи (1367—1373), кардинал-епископ Остии (1367—1373).

## Октябрь
- 15 октября — Иоанн — епископ Суздальский и Нижегородский
- 16 октября — Этьен де Пуасси[фр.] — архиепископ Парижа (1363—1373), кардинал-священник Saint-Eusèbe (1368—1373)

## Ноябрь
- 3 ноября — Жанна Французская (30) — дочь короля Франции Иоанна II Доброго, королева-консорт Наварры (1352—1373), жена Карла II Злого.
- 6 ноября — Джон Торнсби[англ.] — епископ Сент-Дейвидса (1347—1349), епископ Вустера (1349—1353), архиепископ Йоркский (1353—1373), Лорд-хранитель Малой печати (1345—1347), Лорд-канцлер (1349—1356).
- 7 ноября — Жан де Дорман[фр.] — епископ Лизьё (1358—1359), епископ Бове (1359—1368), кардинал-священник Santi Quattro Coronation (1368—1373).
- 18 ноября — Уильям Ленн[англ.] — епископ Чичестера (1362—1368), епископ Вустера (1368—1373).
- 25 ноября:
  - Ги Булонский — архиепископ Лиона (1340—1342), кардинал-священник Санта-Чечилия-ин-Трастевере (1342—1350), кардинал-епископ Порто-Санта Руфина (1350—1373), декан Коллегии кардиналов (1364—1373);
  - Филипп II Тарентский, князь Тарентский и Ахейский, титулярный император Константинополя.

## Декабрь
- 6 декабря — Жан II де Бургонь — сеньор де Монтагю (1340—1373), граф де Водемон (по праву жены) (1367—1373).
- 29 декабря — Кикути Такэмицу[англ.] — японский генерал.

## Дата неизвестна или требует уточнения
- Амбросио Бокканегра[фр.] — генуэзский дворянин, кастильский адмирал, командующий франко-кастильским флотом во время его победы над англичанами в битве при Ла-Рошели (1372).
- Бертран де Кастельно[итал.] — архиепископ Таранто (1348—1349), архиепископ Салерно (1349—1364), архиепископ Амбрёна (1364—1365), епископ Вивье (1365—1373).
- Бочек I из Подебрад — моравско-чешский магнат, основатель Подебрадской линии дома панов из Кунштата, кравчий Чешского королевства (1353—1358).
- Вальтер Керлингер[нем.] — доминиканский монах и инквизитор.
- Джамьян Шакья Гьялцэн[англ.] — правитель У-Цанг (Центрального Тибета) из династии Фагмодупа (1364—1373).
- Жан II де Гранпре, граф Гранпре (1313/1314—1373).
- Жан де Шершемон[фр.] — епископ Труа (1324—1326), епископ Амьена (1326—1373).
- Ингельгер I д'Амбуаз Великий[фр.] — сеньор д'Амбуаз (1323—1373) из второго дома д’Амбуаз.
- Иоганн Люнебург[нем.] — посол Любека в Новгороде, умер в Немецком дворе.
- Джованни Манфреди — сеньор Фаэнцы (1341—1356), итальянский кондотьер.
- Михаил Васильевич — князь кашинский (1362—1373).
- Аллегретто Нуци — итальянский художник.
- Франческо II Орделаффи — сеньор Форли (1331—1359). В разное время был сеньором Чезены, Бертриноро, Форлимпополи, Кастрокаро Терме, Мельдолы, Ориоло, Предаппио, Довадолы.
- Оливьеро Форцетта[итал.] — итальянский нотариус и врач, один из первых коллекционеров древностей
- Роберт Ле Кок[фр.] — епископ Лана (1351—1358), епископ Калаорры (1362—1373).
- Савджи-бей, сын султана Мурада I, устроивший мятеж против отца.
- Стратимир — господарь Зеты (1362—1372).
- Тифен Ракнель — благородная дама и астролог Бретани, Была первой супругой коннетабля Франции Бертрана дю Геклена.
- Томас де ла Дейл[англ.] — лорд главный судья Ирландии (1365—1367).
- Уголино Орвиетский[англ.] — схоластический теолог и августинский монах, епископ Галлиполи (1370—1371), Латинский патриарх Константинополя и администратор Римини (1371—1373).
- Фа Нгум — основатель первого объединённого лаосского государства Лансанг, король Лансанга (1353—1371).